# Куницын, Алексей Васильевич
Алексе́й Васи́льевич Куни́цын (1803 — 1883) — российский юрист-цивилист, доктор права, ординарный профессор и ректор Императорского Харьковского университета. Тайный советник.

## Биография
Родился в семье пономаря церкви Святой Живоначальной Троицы Тверской губернии в селе Кой, 16 апреля 1803. Учился в Тверской духовной семинарии, с 1827 года — в Санкт-Петербургской духовной академии. Ещё до окончания курса академии, был выбран в число лиц, назначенных М. М. Сперанским для изучения законоведения и с 1829 года был прикомандирован к I-му отделению императорской канцелярии, где под руководством Сперанского изучал законоведение у трёх старших чиновников канцелярии, бывших ранее профессорами в высших учебных заведениях; одновременно слушал лекции в Санкт-Петербургском университете. В октябре 1831 года, выдержав особый экзамен, был в числе других лиц отправлен в Берлинский университет, где до 1834 года изучал юридические науки под руководством Савиньи, прослушав полный курс.
По возвращении в Санкт-Петербург в 1834 году выдержал особое испытание, защитил при Санкт-Петербургском университете тезисы на степень доктора прав — «О наследовании по закону по началам русского законодательства» — и был утверждён в степени доктора — условно, с обязательством представить диссертацию в течение года; но представил её только 24 декабря 1842 года, после неоднократных и настойчивых запросов со стороны министерства.
15 сентября 1835 года был назначен преподавателем гражданских законов в Императорский Харьковский университет. С 1837 года — экстраординарный профессор, с 1838 года — ординарный профессор на кафедре гражданских законов. Преподавал энциклопедию законоведения и римское право, гражданские законы Российской империи, непродолжительное время читал уголовное право. Его лекции, отличавшиеся строгой систематичностью, ясностью и точностью сведений, охотно слушались студентами. В 1836—1837 годах занимал также должность синдика Харьковского университета, с этого же времени был членом комиссии по составлению свода университетских постановлений.
В 1839 году был избран ректором университета и занимал эту должность до 23 декабря 1841 года, после чего стал проректором. С 1845 года — член Копенгагенского общества северных антиквариев. В 1849—1850 и 1852—1853 годах вновь исполнял обязанности ректора. В дальнейшем — проректор, с 1842 по 1858 год (с непродолжительными перерывами) — декан юридического факультета, директор Педагогического института (1841—1854).
Вышел в отставку в 1862 году. В декабре 1863 года Совет Харьковского университета избрал его своим почётным членом. В 1866 году он был избран профессором гражданского права в только что открытый Новороссийский университет, где читал лекции до 1874 года.
В 1874 году вышел в отставку и переселился в Харьков.
Умер 7 (19) февраля 1883 года.